# Cobanus electus
Cobanus electus là một loài nhện trong họ Salticidae.
Loài này thuộc chi Cobanus. Cobanus electus được Arthur Merton Chickering miêu tả năm 1946.